# Nāḩiyat Rankūs
Nāḩiyat Rankūs (arabiska: ناحية رنكوس) är ett subdistrikt i Syrien.   Det ligger i provinsen Rif Dimashq, i den sydvästra delen av landet, 30 km norr om huvudstaden Damaskus.
Trakten runt Nāḩiyat Rankūs är ofruktbar med lite eller ingen växtlighet. Runt Nāḩiyat Rankūs är det ganska tätbefolkat, med 75 invånare per kvadratkilometer.